# Jalen Brunson
Jalen Marquis Brunson (* 31. August 1996 in New Brunswick, New Jersey) ist ein US-amerikanischer Basketballspieler, der seit der Saison 2022/23 für die New York Knicks in der National Basketball Association (NBA) spielt. Zuvor spielte der Point Guard mehrere Jahre für die Dallas Mavericks, davor College-Basketball für die Villanova University. Im Jahre 2018 wurde er dort als National Player of the Year (bester College-Spieler des Jahres) ausgezeichnet. Brunson gewann mit seinem College-Team zwei nationale Meisterschaften.

## Leben
Brunson wurde in New Brunswick (New Jersey) geboren und wuchs bis zur sechsten Klasse im Süden von New Jersey auf. Er ist der Sohn des ehemaligen NBA-Spielers Rick Brunson und Sandra Brunson. Er hat eine Schwester namens Erica. Seine Eltern lernten sich an der Temple University kennen, wo Rick für die Basketballmannschaft der Owls-Männer spielte und Sandra Volleyball spielte.  Die Familie lebte zuerst in Cherry Hill (New Jersey), zog aber sieben Mal um, bevor sie sich 2010 in Lincolnshire im US-Bundesstaat Illinois (etwa 50 km nördlich von Chicago) niederließ. Brunson ist wie sein Vater Linkshänder.

## Karriere

### Highschool

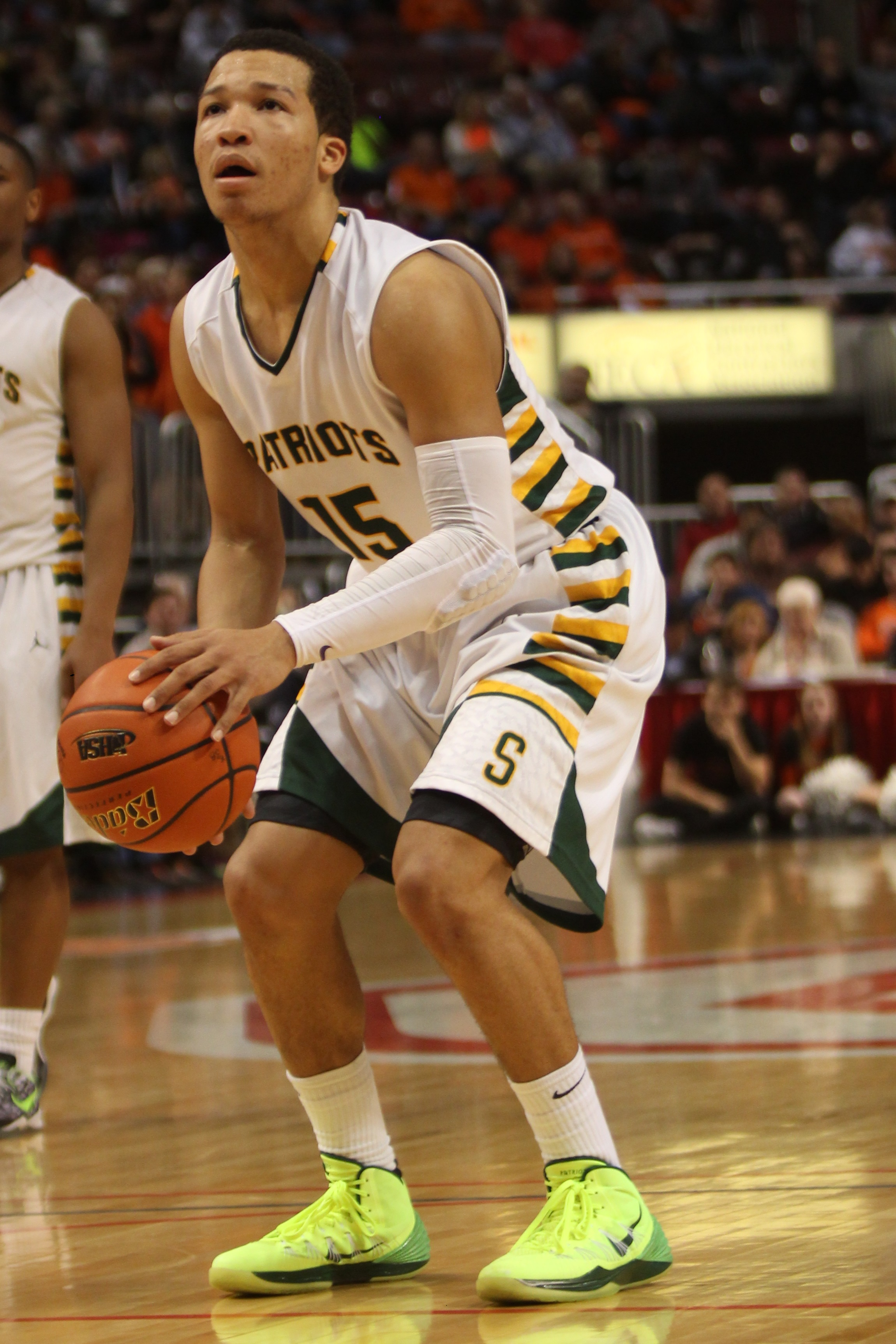
Brunson als Highschool-Spieler, 2014

Brunson besuchte nach dem Umzug nach Illinois die Stevenson High School in Lincolnshire und kam dort ins Basketballteam. In den Jahren 2014 und 2015 wurde er als Gatorade State Player of the Year ausgezeichnet. Nach seiner Junior-Saison bezeichnete NSPN ihn als den „besten Point Guard des Landes“ 2015 wurde er zudem in das McDonald’s All-American-Team berufen und gewann die Wahl zum Mr. Basketball of Illinois, nachdem er die Stevenson High School zur Meisterschaft der Illinois High School Association (IHSA) geführt hatte.

### Jugendnationalmannschaft
Brunson war Teil der zwölfköpfigen US-Nationalmannschaft bei der FIBA Americas U18-Meisterschaft, die vom 20. bis 24. Juni 2014 ausgetragen wurde. Bereits im Eröffnungsspiel gegen Uruguay übertraf er den Assist-Rekord von Stephon Marburys (zwölf Vorlagen gegen Brasilien bei der FIBA Americas U18-Meisterschaft 1994), indem er 13 Assists auflegte und somit eine neue Bestmarke für die U18-Nationalmannschaft der USA aufstellte. Die Vereinigten Staaten holten sich bei dem Turnier die Goldmedaille.
Im Folgejahr wurde Brunson Mitglied des zwölfköpfigen US-Aufgebots für die FIBA-U19-Weltmeisterschaft 2015. Brunson wurde zum besten Spieler (MVP) des Turniers gewählt, nachdem er das Team mit durchschnittlich 14.0 Punkten, 5,6 Assists und 2,1 Steals zur Goldmedaille geführt hatte. Im Halbfinale gegen Griechenland erzielte er 30 Punkte. Aufgrund dieser Leistungen wurde er am 21. Dezember 2015 als männlicher Basketball-Athlet des Jahres in den USA ausgezeichnet.

### College
Brunson hatte sich für die Villanova University im US-Bundesstaat Pennsylvania in der Nähe von Philadelphia entschieden und begann seine College-Karriere in der Saison 2015/16. Als Starter half er der Mannschaft, die NCAA-Division-I-Meisterschaft 2016 zu gewinnen. In seinem zweiten Jahr wurde er einstimmig in das All-Big East-Team gewählt. Auch in dieser Saison konnte Villanova die NCAA-Division-I-Meisterschaft für sich entscheiden. Nach seiner Juniorensaison erklärte er, sich für die NBA-Draft 2018 anzumelden. Er wurde in der Saison 2017/18 in das NCAA First-Team berufen. Am 17. Dezember 2019 wurde Brunson von Sporting News zum College-Basketballspieler des Jahrzehnts ernannt. Von seinen 116 absolvierten College-Spielen stand er in 115 in der Starting Five.

### NBA-Karriere
Am 21. Juni 2018 wählten die Dallas Mavericks Brunson in der zweiten Runde mit dem 33. Draftpick. Er war nach Mikal Bridges (zehnter Pick), Donte DiVincenzo (17. Pick) und Omari Spellman (30. Pick) bereits der vierte Villanova-Spieler, der in der NBA-Draft 2018 ausgewählt wurde. Brunson spielt daraufhin zunächst die NBA Summer League 2018 und erhielt dann einen Vierjahresvertrag bei den Mavericks. Er gab sein NBA-Debüt am 17. Oktober 2018 und erzielte dabei drei Punkte, einen Rebound und einen Assist. Am 5. Januar 2019 wurde er von der Vereinigung der Sportjournalisten Philadelphias (Philadelphia Sports Writers Association) als Amateursportler des Jahres 2018 ausgezeichnet und erzielte am selben Abend mit 13 Punkten und elf Rebounds das erste Double-Double seiner Profikarriere. Am 12. März 2019 erzielte Brunson seinen Karrierehöchstwert von 34 Punkten. In der Saison war Brunson zumeist Ersatzspieler.
Auch in der Saison 2019/20 kam Brunson zunächst meist von der Bank. Nachdem Luka Dončić am 16. Dezember 2019 verletzungsbedingt aus der Startaufstellung ausgeschieden war und Brunson in die Anfangsaufstellung rückte, beendeten die Mavericks eine 18-Spiele-Siegesserie der Milwaukee Bucks. Mit 13 Punkten und elf Assists gelang Brunson dabei sein erstes Doppel-Doppel der Saison.
Nach der Saison 2021/22 wechselte Brunson zu den New York Knicks. Dort unterschrieb er einen Vierjahresvertrag über 104 Millionen Dollar. Bereits in seiner ersten Saison konnte er zum Stammspieler avancieren und seine Statistiken deutlich verbessern. Bei der Wahl zum MIP landete Brunson hinter Shai Gilgeous-Alexander und dem Preisträger Lauri Markkanen auf dem dritten Rang.
Auch in der Folgesaison konnte Brunson seine Leistung nochmals steigern, führte als zentraler Spieler die Knicks auf Platz 2 der Eastern Conference und wurde zum ersten Mal in seiner Karriere All-Star. Bei der Wahl zum MVP nach Abschluss der Hauptrunde landete Brunson hinter Nikola Jokić, Shai Gilgeous-Alexander, Luka Dončić und Giannis Antetokounmpo auf dem fünften Rang.

## Karriere-Statistiken

### NBA

#### Reguläre Saison
| Saison  | Team     | GP  | GS  | MPG  | FG % | 3P % | FT % | RPG | APG | SPG | BPG | PPG  |
| ------- | -------- | --- | --- | ---- | ---- | ---- | ---- | --- | --- | --- | --- | ---- |
| 2018–19 | Dallas   | 73  | 38  | 21.8 | .467 | .348 | .725 | 2.3 | 3.2 | 0.5 | 0.1 | 9.3  |
| 2019–20 | Dallas   | 57  | 16  | 17.9 | .466 | .358 | .813 | 2.4 | 3.3 | 0.4 | 0.1 | 8.2  |
| 2020–21 | Dallas   | 68  | 12  | 25.0 | .523 | .405 | .795 | 3.4 | 3.5 | 0.5 | 0.0 | 12.6 |
| 2021–22 | Dallas   | 79  | 61  | 31.9 | .502 | .373 | .840 | 3.9 | 4.8 | 0.8 | 0.0 | 16.3 |
| 2022–23 | New York | 68  | 68  | 35.0 | .491 | .416 | .829 | 3.5 | 6.2 | 0.9 | 0.2 | 24.0 |
| 2023–24 | New York | 77  | 77  | 35.4 | .479 | .401 | .847 | 3.6 | 6.7 | 0.9 | 0.2 | 28.7 |
| 2024–25 | New York | 65  | 65  | 35.4 | .488 | .383 | .821 | 2.9 | 7.3 | 0.9 | 0.1 | 26.0 |
| Gesamt  | Gesamt   | 487 | 337 | 29.2 | .489 | .389 | .823 | 3.2 | 5.0 | 0.7 | 0.1 | 18.1 |

#### Play-offs
| Saison  | Team     | GP | GS | MPG  | FG % | 3P % | FT % | RPG | APG | SPG | BPG | PPG  |
| ------- | -------- | -- | -- | ---- | ---- | ---- | ---- | --- | --- | --- | --- | ---- |
| 2020–21 | Dallas   | 7  | 0  | 16.3 | .455 | .462 | .749 | 2.6 | 1.4 | 0.0 | 0.0 | 8.0  |
| 2021–22 | Dallas   | 18 | 18 | 34.9 | .466 | .347 | .800 | 4.6 | 3.7 | 0.8 | 0.1 | 21.6 |
| 2022–23 | New York | 11 | 11 | 40.3 | .474 | .325 | .912 | 4.9 | 5.6 | 1.5 | 0.1 | 27.8 |
| 2023–24 | New York | 13 | 13 | 39.8 | .444 | .310 | .775 | 3.3 | 7.5 | 0.8 | 0.2 | 32.4 |
| 2024–25 | New York | 18 | 18 | 37.8 | .461 | .358 | .851 | 3.4 | 7.0 | 0.4 | 0.3 | 29.4 |
| Gesamt  | Gesamt   | 67 | 60 | 35.6 | .460 | .342 | .826 | 3.9 | 5.4 | 0.7 | 0.1 | 25.4 |

### College
| Saison  | Team      | GP  | GS  | MPG  | FG % | 3P % | FT % | RPG | APG | SPG | BPG | PPG  |
| ------- | --------- | --- | --- | ---- | ---- | ---- | ---- | --- | --- | --- | --- | ---- |
| 2015–16 | Villanova | 40  | 39  | 24.0 | .452 | .383 | .774 | 1.8 | 2.5 | 0.7 | 0.0 | 9.6  |
| 2016–17 | Villanova | 36  | 36  | 31.1 | .541 | .378 | .876 | 2.6 | 4.1 | 0.9 | 0.0 | 14.7 |
| 2017–18 | Villanova | 40  | 40  | 31.8 | .521 | .408 | .802 | 3.1 | 4.6 | 0.9 | 0.0 | 18.9 |
| Gesamt  |           | 116 | 115 | 28.9 | .510 | .393 | .820 | 2.5 | 3.7 | 0.8 | 0.0 | 14.4 |

## Auszeichnungen
- 2 × NBA All-Star: 2024, 2025
- 2 × All-NBA Team: 2024, 2025
- 1 × NBA Clutch Player of the Year Award: 2025
- 1 × Bob Lanier Community Assist Award: Dezember 2024
- 2014–15 McDonald’s All American
- 2014–15 Gatorade State Player of the Year
- 2015 MVP FIBA U19 World Championship
- 2017–18 NCAA AP All-America (First Team)
- 2018 Bob Cousy Award
- 2018 Naismith College Player of the Year
- 2018 John R. Wooden Award
- 2018 Oscar Robertson Trophy
- 2018 NABC Division I Player of the Year
- 2018 Associated Press College Basketball Player of the Year
- 2018 Lute Olson Award
- 2018 Big East Conference Men's Basketball Player of the Year
- 2018 Robert V. Geasey Trophy
- 2018 Amateur Athlete of the Year (Philadelphia Sports Writers Association)
- 2019 Sporting News college basketball Athlete of the Decade